# Pavel Novotný (pornoherec)
Pavel Novotný (* 1978 Československo) je český pornoherec a model. Znám je také pod pseudonymy Max Orloff, Jan Dvořák či Jakub Moltin. Vystupoval kolem přelomu 20. a 21. století (mezi lety 1999 a 2004) v heterosexuálních, bisexuálních i gay filmech.
Pracoval mimo jiné pro společnost Bel Ami. Pro ni účinkoval např. spolu s Filipem Trojovským ve filmu Julian (ne však ve společné scéně). Zejména pak spolu s Lukasem Ridgestonem hrál ve snímku Cover Boys, který získal ocenění GayVN za nejpůčovanější film roku 2001 (vyhlášeno v březnu 2002). Hrál také pod vedením známého gay režiséra Williama Higginse.
V květnu 2002 obdržel cenu Grabby jako nejlepší mezinárodní herec roku 2001 v oblasti gay pornografie, a to za titulní roli ve filmu The Jan Dvorak Story. V roce 2004 jej server GayPornStar.TV uvedl na 2. místě mezi deseti nejlepšími mužskými pornoherci.